# Majer (priimek)
Majer je priimek več znanih Slovencev:
- Aleš Majer (*1989), nogometaš
- Boris Majer (1919—2010), profesor, urednik, marskistični filozof, politik, akademik
- Dušica Majer, agronomka
- Ernest Majer (1894—1991), učitelj
- Francesco Majer (2.pol.19.stol.—1930), gimnazijski profesor, prvi ravnatelj Mestnega Arhiva in Mestne knjižnice v Kopru
- Franjo Majer (1883—1972), gledališki igralec, režiser in organizator
- Joannes Gabriel Majer (1639—1699), pesnik ?
- Katja Majer (*1977), kiparka, krajinska umetnica
- Maruša Majer (*1985), gledališka in filmska igralka
- Metka Majer (*1985), novinarka (sestra dvojčica Maruše)
- Nataša Majer (*1980), pianistka
- Srečko Majer (1899—1969), šolnik, sadjar
- Tamara Majer, zamejska smučarska delavka
- Žan Majer (*1992), nogometaš

#### Tuji nosilci priimka
- Branko Majer (1914—1989), hrvaški filmski režiser in scenarist
- Josip Majer (1888—1965), hrvaški dirigent in skladatelj
- Katja Majer (1916—2001), hrvaška filmska in TV montažerka
- Lovro Majer (*1998), hrvaški nogometaš
- Maša Majer-Sutlić (r. Botev) (1913—1989), hrvaška pianistka bolgarskega rodu
- Mijo Majer (1863—1915), hrvaški skladatelj
- Milan Majer (1895—1967), hrvaški skladatelj in glasbeni kritik
- Vjekoslav Majer (1900—1975), hrvaški književnik
- Vlado Majer (1907—1960), hrvaški novinar in stenograf
- Vladimir Majer (1922—2012), hrvaški petrolog